# André Bernardes Santos
André Filipe Bernardes Santos (* 2. März 1989 in Sobreiro Curvo, Gemeinde A dos Cunhados) ist ein portugiesischer Fußballspieler.

## Karriere

### Im Verein
Santos wechselte bereits mit elf Jahren in die Jugend von Sporting Lissabon. Nachdem er bei den Hauptstädtern im Jahr 2008 seinen ersten Profivertrag unterschrieben hatte, spielte er in der Hinrunde der Saison 2008/09 auf Leihbasis für den Drittligisten CD Fátima und in der Rückrunde für den Zweitligisten União Leiria. Am Ende der Spielzeit stieg Santos mit dem Verein in die Primeira Liga auf, woraufhin sein Leihvertrag um ein weiteres Jahr verlängert wurde. In der Saison 2009/10 kam Santos zu seinem Erstligadebüt und verpasste als Stammspieler keine einzige Ligapartie. Leiria schloss die Spielzeit im gesicherten Mittelfeld ab. Zur Saison 2010/11 kehrte Santos zu Sporting zurück. Er bestritt 42 Pflichtspiele, sammelte mit Einsätzen in der UEFA Europa League seine ersten Erfahrungen im Europapokal und erreichte mit seiner Mannschaft in der Meisterschaft den dritten Rang, welcher zur erneuten Teilnahme am internationalen Wettbewerb berechtigte. In der darauffolgenden Spielzeit kam Santos auf weitere 25 Pflichtspiele. Vor Beginn der Saison 2012/13 wechselte er auf Leihbasis in die Primera División zu Deportivo La Coruña.
Im Sommer 2014 wechselte Santos in die türkische Süper Lig zum Aufsteiger Balıkesirspor. Nur ein Jahr später wechselte er zum französischen Zweitligisten FC Metz, mit dem er am Saisonende den Aufstieg in die Ligue 1 feierte. Im Anschluss kehrte er nach Portugal zurück und schloss sich dem FC Arouca an. Im Februar 2018 wechselte er auf Leihbasis zum rumänischen Erstligisten CS Universitatea Craiova, den er bereits im Sommer 2018 wieder verließ. Nach zwei weiteren Spielzeiten in seinem Heimatland bei Belenenses SAD unterschrieb er im Sommer 2020 einen Vertrag beim Grasshopper Club Zürich in der Schweizer Challenge League. Die Mannschaft stieg am Saisonende in die Super League auf.
Ab 2023 spielte er wieder in der Heimat, zuletzt in der 3. Liga.

### In der Nationalmannschaft
Santos durchlief die Junioren-Nationalmannschaften seines Heimatlandes. Für die U21-Nationalmannschaft bestritt er 15 Länderspiele. Am 29. März 2011 debütierte er unter Nationaltrainer Paulo Bento im Rahmen eines Freundschaftsspiels gegen Finnland in der A-Nationalmannschaft.